# خوسيه لويس رويز
خوسيه لويس رويز (بالإسبانية: José Luis Ruiz Bernal)‏ هو منافس ألعاب قوى إسباني، ولد في 9 مايو 1952 في إشبيلية في إسبانيا.

## وصلات خارجية
- خوسيه لويس رويز على موقع أوليمبيديا (الإنجليزية)